# Kirchdorf (huyện)
Bezirk Kirchdorf là một huyện của bang Thượng Áo ở Áo.

## Các đô thị
Các thị xã (Städte) bằng chữ đậm; các phố thị (Marktgemeinden) bằng chữ xiên, các khu ngoại ô, làng và các đơn vị khác của một đô thị được hiển thị bằngchữ nhỏ.
- Edlbach
- Grünburg
- Hinterstoder
- Inzersdorf im Kremstal
- Kirchdorf an der Krems
- Klaus an der Pyhrnbahn
- Kremsmünster
- Micheldorf in Oberösterreich
- Molln
- Nußbach
- Oberschlierbach
- Pettenbach
- Ried im Traunkreis
- Rosenau am Hengstpaß
- Roßleithen
- Schlierbach
- Spital am Pyhrn
- St. Pankraz
- Steinbach am Ziehberg
- Steinbach an der Steyr
- Vorderstoder
- Wartberg an der Krems
- Windischgarsten